# Dolno Vranovtsi
Dolno Vranovtsi (en macédonien Долно Врановци) est un village du centre de la Macédoine du Nord, situé dans la municipalité de Tchachka. Le village comptait 51 habitants en 2002.

## Démographie
Lors du recensement de 2002, le village comptait :
- Macédoniens : 51